# Saint-Pauloise FC
El Saint-Pauloise Football Club es un equipo de fútbol de las Islas Reunión que milita en la Primera División de las Islas Reunión, la liga mayor de fútbol en las islas.

## Historia
Fue creado en el 1980 y su sede es la isla de Saint-Paul y junto al Ajesaia de Madagascar son equipos filiales del Olympique Lyonnais.

## Palmarés
- Primera División de las Islas Reunión: 7

1979, 1981, 1983, 1985, 1986, 2011, 2014
- Copa de las Islas Reunión: 2

2006, 2011